# Уильямс, Марк (актёр)
Марк Уи́льямс (англ. Mark Williams; род. 22 августа 1959, Бромсгроув, Вустершир) — английский актёр, комик и сценарист. Наиболее известен ролями Артура Уизли (в серии фильмов о Гарри Поттере) и отца Брауна (в одноимённом телесериале).

## Биография
Родился в Бромсгрове, Англия.
В 1996 году в паре с Глен Клоуз (Стервелла Де Виль) и Хью Лори (Джаспер Бякин) снялся в фильме «101 далматинец», исполнив роль Горация/Хориса Бякина.
В 2007 году принял участие в съёмках фильма «Звёздная пыль», по сценарию Нила Геймана. Также в экранизации задействованы такие актёры, как Мишель Пфайффер, Роберт Де Ниро и Клэр Дейнс.
Уильямс также представил несколько документальных фильмов: «Mark Williams' Big Bangs» (об истории взрывчатых веществ), «Mark Williams on the Rails», «Industrial Revelations» и «More Industrial Revelations».
Является болельщиком футбольных клубов Астон Вилла и Брайтон энд Хоув Альбион.
Появился в 7 сезоне научно-фантастического телесериала «Доктор Кто» в роли Брайана Уильямса. Снимается в детективном телесериале «Отец Браун» телеканала BBC One о католическом священнике отце Брауне, ведущем расследования в небольшой английской деревне Кэмблфорд в 50-х годах XX века.

## Фильмография
| Год          |   | Русское название                                   | Оригинальное название                         | Роль                                                 |
| ------------ | - | -------------------------------------------------- | --------------------------------------------- | ---------------------------------------------------- |
| 1988         | с | Красный карлик                                     | Red Dwarf                                     | Олаф Петерсен                                        |
| 1996         | ф | 101 далматинец                                     | 101 Dalmatians                                | Гораций/Хорас, один из прихвостней Стервеллы Де Виль |
| 1997         | ф | Воришки                                            | The Borrowers                                 | Джефф, истребитель грызунов и насекомых              |
| 1998         | ф | Влюблённый Шекспир                                 | Shakespeare in Love                           | Wabash                                               |
| 1999         | ф | Что случилось с Гарольдом Смитом?                  | Whatever Happened to Harold Smith?            | Роланд Торнтон                                       |
| 2000         | ф | Ограбление по-английски                            | High Heels and Low Lifes                      | Тремейн                                              |
| 2002         | ф | Гарри Поттер и Тайная комната                      | Harry Potter and the Chamber of Secrets       | Артур Уизли                                          |
| 2004         | ф | Агент Коди Бэнкс 2: Пункт назначения — Лондон      | Agent Cody Banks 2: Destination London        | Inspector Crescent                                   |
| 2004         | ф | Гарри Поттер и узник Азкабана                      | Harry Potter and the Prisoner of Azkaban      | Артур Уизли                                          |
| 2005         | ф | Гарри Поттер и Кубок огня                          | Harry Potter and the Goblet of Fire           | Артур Уизли                                          |
| 2007         | ф | Гарри Поттер и Орден Феникса                       | Harry Potter and the Order of the Phoenix     | Артур Уизли                                          |
| 2007         | ф | Звёздная пыль                                      | Stardust                                      | Человеческая форма козла                             |
| 2007         | ф | Комната с видом                                    | A Room with a View                            | мистер Биб                                           |
| 2008         | с | Разум и чувства                                    | Sense and Sensibility                         | сэр Джон Миддлтон                                    |
| 2009         | ф | Гарри Поттер и Принц-полукровка                    | Harry Potter and the Half-Blood Prince        | Артур Уизли                                          |
| 2009         | с | Инспектор Джордж Джентли                           | Inspector George Gently                       | Джо Бишоп                                            |
| 2010         | ф | Гарри Поттер и Дары Смерти. Часть 1                | Harry Potter and the Deathly Hallows — Part 1 | Артур Уизли                                          |
| 2010         | с | Мисс Марпл Агаты Кристи, эпизод "Почему не Эванс?" | Agatha Christie’s Marple                      | Эванс                                                |
| 2010         | с | Мерлин, эпизод «Goblin's Gold»                     | Merlin                                        | гоблин (голос)                                       |
| 2011         | ф | Гарри Поттер и Дары Смерти. Часть 2                | Harry Potter and the Deathly Hallows — Part 2 | Артур Уизли                                          |
| 2011         | ф | Таинственный Альберт Ноббс                         | Albert Nobbs                                  | Шон Кэйси                                            |
| 2012         | с | Виртуозы                                           | Hustle                                        | Дейл Ридли                                           |
| 2012         | с | Доктор Кто                                         | Doctor Who                                    | Брайан Уильямс                                       |
| 2013         | с | Замок Бландингс                                    | Blandings                                     | дворецкий Бидж                                       |
| 2013 — н. в. | с | Отец Браун                                         | Father Brown                                  | Отец Браун                                           |